# Хрис (Софокл)
«Хрис» (др.-греч. Χρύσης) — трагедия древнегреческого драматурга Софокла (V век до н. э.) на тему древнегреческих мифов, текст которой утрачен за исключением нескольких коротких отрывков.
Имя Хрис носил жрец Аполлона, царь города Хриса, находившегося во Фригии или на Лемносе. Его дочь во время Троянской войны стала пленницей царя Микен Агамемнона, но позже получила свободу и вернулась в родной город, причём, по одной из версий мифа, родила сына, ещё одного Хриса, объявленного сыном Аполлона.
Предположительно содержание пьесы Софокла пересказывает Псевдо-Гигин. По его словам, Орест, Пилад и Ифигения, возвращаясь из Тавриды со статуей Артемиды, нашли убежище в Хрисе. Хрисеида рассказала сыну, кто его настоящий отец, и Хрис-младший победил в бою царя тавроскифов Фоанта, преследовавшего беглецов.
«Хриса» цитирует Аристофан в комедии «Птицы», поставленной на сцене в 414 году до н. э. Соответственно трагедия была написана немного раньше. Римский драматург Пакувий создал латинскую переработку трагедии под тем же названием.